# 美原町 (所沢市)
美原町（みはらちょう）は、埼玉県所沢市の町名。現行行政地名は美原町一丁目から美原町五丁目。郵便番号は359-0045。

## 地理
西武新宿線新所沢駅の東北側に位置する。北側の境界は埼玉県道6号川越所沢線で、南から北に1〜4丁目が二等辺三角形状に並び、5丁目は線路のある南西側に突き出すかたちとなっている。南で松葉町、西で北所沢町、北で花園、北東で中新井、東で並木、南端で弥生町と隣接する。周辺は新所沢東地区の中心住宅街となっている。

### 地価
住宅地の地価は、2015年（平成27年）1月1日の公示地価によれば、美原町3丁目2947番21の地点で17万円/m2となっている。

## 歴史
かつて1980年代〜1990年代（昭和末期〜平成初期）頃には、特に三丁目付近を中心に「美原町商店街」として栄え、八百屋・魚市場・豆腐屋・酒屋などの小商店が軒を連ねて賑わいを見せていたが、その後一般家屋などに改装された軒も多く、当時から現在も残る商店はまばらに点在するのみとなった。

### 沿革
- 1973年（昭和48年）5月1日 - 町名変更の実施により大字上新井の東部が分離し、泉町・弥生町・美原町となる[5]。
- 1977年（昭和52年）9月29日 - 台風11号の影響で砂川堀が氾濫、浸水被害となる[6]。

## 世帯数と人口
2017年（平成29年）9月30日現在の世帯数と人口は以下の通りである。
| 丁目         | 世帯数    | 人口    |
| ------------ | --------- | ------- |
| 美原町一丁目 | 526世帯   | 1,020人 |
| 美原町二丁目 | 776世帯   | 1,672人 |
| 美原町三丁目 | 596世帯   | 1,216人 |
| 美原町四丁目 | 193世帯   | 395人   |
| 美原町五丁目 | 485世帯   | 1,053人 |
| 計           | 2,576世帯 | 5,356人 |

## 小・中学校の学区
市立小・中学校に通う場合、学区は以下の通りとなる。
| 丁目         | 番地 | 小学校             | 中学校             |
| ------------ | ---- | ------------------ | ------------------ |
| 美原町一丁目 | 全域 | 所沢市立美原小学校 | 所沢市立美原中学校 |
| 美原町二丁目 | 全域 | 所沢市立美原小学校 | 所沢市立美原中学校 |
| 美原町三丁目 | 全域 | 所沢市立美原小学校 | 所沢市立美原中学校 |
| 美原町四丁目 | 全域 | 所沢市立美原小学校 | 所沢市立美原中学校 |
| 美原町五丁目 | 全域 | 所沢市立美原小学校 | 所沢市立美原中学校 |

## 交通

### 鉄道
- 西武鉄道
  - 西武新宿線新所沢駅

#### バス
- 町域内のバス停は、「所沢市民体育館」、「美原町三丁目」。
  - 西武バス
    - 新所01・新所02・新所02-1・新所02-2・新所03・新所04系統

### 道路
- 埼玉県道6号川越所沢線
- 所沢市道上新井富岡線

交差点
- 「北所沢町」交差点
- 「花園」交差点
- 「所沢北高北」交差点
- 「市民体育館前」交差点
- 「美原小学校前」交差点 - 国立リハビリセンター西角
- 南端の大歩道橋交差点 - 市道公園通り線、上新井富岡線

## 施設
- 所沢市役所 新所沢東出張所
  - 新所沢東まちづくりセンター・新所沢東公民館
- 所沢美原郵便局
- 美原幼稚園
- 新所沢幼稚園
- 北所沢保育園
- 美原中央公園
- 美原公園

※所沢市立美原小学校および所沢市立美原中学校は並木に立地する。

## 脚註
1. 1 2  “最新の人口について”.   所沢市 (2017年10月17日). 2017年10月20日閲覧。
2. 1 2  “郵便番号”.  日本郵便. 2017年10月20日閲覧。
3. ↑  “市外局番の一覧”.   総務省. 2017年5月29日閲覧。
4. ↑  国土交通省地価公示・都道府県地価調査
5. ↑  『角川日本地名大辞典 11 埼玉県』 1089頁。
6. ↑  美原町の浸水当時の写真「写真で見るところざわの移り変わり」 所沢市ホームページより
7. ↑  “住所別通学区域一覧表”.   所沢市. 2017年10月20日閲覧。